# Melanagromyza piliseta
Melanagromyza piliseta este o specie de muște din genul Melanagromyza, familia Agromyzidae. A fost descrisă pentru prima dată de Malloch în anul 1914. Conform Catalogue of Life specia Melanagromyza piliseta nu are subspecii cunoscute.